# Valerij Muratov
Valerij Aleksejevitj Muratov (ryska: Валерий Алексеевич Муратов), född 1 maj 1946 i Kolomna, är en rysk före detta skridskoåkare som tävlade för Sovjetunionen.
Muratov blev olympisk silvermedaljör på 500 meter vid vinterspelen 1976 i Innsbruck.